# Adelgundis Berlinghoff
Adelgundis Berlinghoff OSB (* 29. Jänner 1849 in Freiburg im Breisgau; † 7. März 1922 in Bertholdstein, Steiermark) war Gründungsäbtissin des Benediktinerinnenklosters St. Gabriel in Prag.

## Leben
Adelgundis Berlinghoff war ursprünglich Ursulinin, legte 1879 ihre Feierliche Profess in der Benediktinerinnenabtei Nonnberg in Salzburg ab und wurde 1889 mit vier Nonnen, zwei Laienschwestern, einer Postulantin und drei Kandidatinnen zur Gründung der späteren Abtei St. Gabriel nach Prag gesandt. Das Kloster wurde der Beuroner Kongregation inkorporiert und Berlinghoff wurde von Erzabt Placidus Wolter am 13. November 1893 zur Äbtissin ernannt. Am 17. November wurde sie durch den Prager Erzbischof  Franziskus von Paula Kardinal Schönborn unter Assistenz der Äbte von Emmaus und Seckau benediziert.
Die strenge monastische Lebensart der jungen Abtei zog zahlreiche Frauen aus der altösterreichischen und böhmischen Aristokratie an. 1904 konnte Äbtissin Berlinghoff Nonnen aus St. Gabriel zur Gründung der Abtei St. Hildegard bei Eibingen am Rhein entsenden.
Die Kluft zwischen den deutschsprachigen, zum Großteil aus der böhmischen Aristokratie und dem gehobenen Bürgertum stammenden Nonnen und der Bevölkerung der nach nationaler Unabhängigkeit strebenden Tschechoslowakei führte schon vor dem Ersten Weltkrieg zu Spannungen. Nach dem Krieg mussten die Nonnen Prag verlassen und gingen 1919 nach Bertholdstein in der Steiermark. Dort starb Adelgundis Berlinghoff am 7. März 1922 und blieb mit 29 Jahren Amtszeit die am längsten regierende Äbtissin von St. Gabriel.